# Grammatidae
Grammatidae är en familj av fiskar. Grammatidae ingår i ordningen abborrartade fiskar (Perciformes). Enligt Catalogue of Life omfattar familjen Grammatidae 13 arter.
Arterna förekommer i västra Atlanten. De blir sällan längre än 10 cm. Några medlemmar är påfallande färgsatta. Det vetenskapliga namnet är bildat av det grekiska ordet gramma, -atos (bokstav, tecken).
Släkten enligt Catalogue of Life:
- Gramma
- Lipogramma